# Xfwm
Xfwm - domyślny menedżer okien środowiska graficznego Xfce. Zawiera własny mechanizm zarządzania kompozycjami oraz narzędzia obsługi skrótów klawiaturowych oraz skórek. Zawiera zintegrowany menedżer kompozycji. 

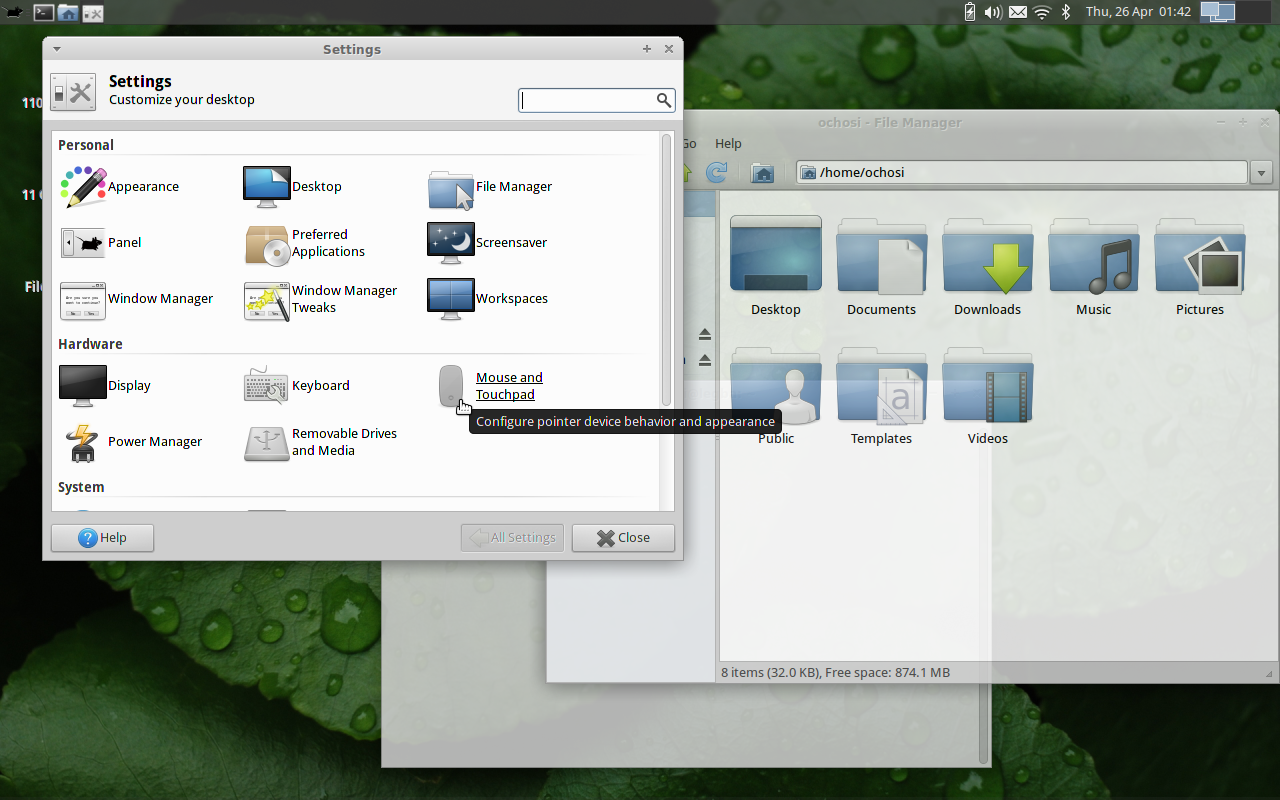
XFCE 4.10 z menedżerem okien Xfwm.